# Belliena biocellosa
Belliena biocellosa är en spindelart som beskrevs av Simon 1902. Belliena biocellosa ingår i släktet Belliena och familjen hoppspindlar. Inga underarter finns listade.